# Спартанско-персијски рат
Спартанско-персијски рат вођен је од 400. до 392. године п. н. е. између Ахеменидског царства са једне и Спарте са друге стране. Након победе у Пелопонеском рату, Спарта је успоставила своју хегемонију. Помоћ у рату са Атињанима пружао им је лидијски сатрап Кир Млађи који 401. године п. н. е. покреће поход против ахеменидског цара Артаксеркса. Учешће Грка у походу узрок је избијања рата. Године 396. спартански краљ Агесилај преузима команду над грчком војском и наноси осетне поразе сатрапима Лидије и Фригије. Персијанци подстичу побуну против хегемоније Спарте у Грчкој изазивајући избијање Коринтског рата. Спарта се показала неспособном за борбу против устаника због чега се упустила у дипломатске преговоре у којима се истакао Анталкида. Персија мења политику и подржавајући Спарту изазива слом атинске моћи након чега је Хеленима наметнула Царски мир. 

## Увод
По смрти цара Дарија II, на ахеменидски престо долази Артаксеркс. Млађи Артаксерксов брат био је Кир, сатрап Лидије који је Спарти пружао помоћ у рату са Атином. Почетком 401. године п. н. е. избија сукоб око наслеђа. Кир Млађи је намеравао да подигне устанак против свога брата те је од спартанских власти затражио помоћ. Спартанци нису хтели званично објавити рат Ахеменидима већ су пристали на слање најамничке армије под вођством Клеарха, бившег хармоста Бизанта. Од 13.000 Хелена који су учествовали у походу, 10.600 били су хоплити. Један од најзначајнијих учесника похода био је историчар Ксенофонт који је поход описао у своме делу Анабаса или Успињање (војске од морске обале у унутрашњост земље). 
Поход Десет хиљада окончан је поразом Кира у бици код Кунаксе. Грци су неколико месеци марширали кроз планинске пределе Курдистана и Јерменије у зимским условима покушавајући да се врате у Малу Азију. Почетком 400. године п. н. е. стигли су у Трапезунт, а одатле после месец дана и у Халкедон. Одатле се нису вратили у Грчку већ су се прикључили спартанској војци као најамници у новом рату против Персије. Поход Кира Млађег узрок је избијања Спартанско-персијског рата. 

## Прва фаза рата
У почетку рата, градови на обали Егејског мора имали су грчке гарнизоне успостављене још у време Кировог припремања устанка. Тисаферн је након пропасти Кировог похода кренуо у освајање градова. Међутим, персијски гарнизон формиран је једино у Милету. Први спартански заповедник у Малој Азији био је Тиброн који је, због неспособности, убрзо смењен Деркилидом. Деркилид је освојио Еолиду (Троаду) након чега је ступио у преговоре са Тисаферном и Фарнабазом (сатрапима Лидије и Фригије). Персијанци су могли да рачунају на помоћ атинског адмирала Конона који је, након пораза код Егоспотама, био један од највећих непријатеља Спартанаца. Конон је именован командантом персијске флоте од 300 бродова.

## Агесилајев поход
Године 398. п. н. е. Агесилај постаје краљ Спарте. Након гушења Кинадиновог устанка, Агесилај преузима команду у Малој Азији. По доласку у Малу Азију, Агесилај је приредио велику свечаност. Намера му је била да са престола свргне самог персијског цара. Примирје склопљено са Деркилидом нарушио је сам Тисаферн који је окупио велику војску за борбу са Спартанцима. Агесилај се правио да напада Тисаферна, али је потом нагло скренуо на север и напао Фарнабазову Фригију. У том походу није остварио ништа дуготрајно, али је стекао огромне количине плена. У пролеће 395. године п. н. е. Агесилај је поразио Тисаферна недалеко од саме престонице – Сарда. Персијски цар га је због пораза погубио и сменио Титраустом. Након још једног Агесилајевог похода у Фригију, закључено је примирје између њега и сатрапа Лидије и Фригије. Персијанци, на наговор Конона, шаљу Тимократа са Родоса да у Грчкој подмићује Хелене за устанак против Спарте. 

## Устанак против Спарте
У Грчкој је нерасположење према Спарти било већ велико, тако да Тимократов посао није био тежак. Новац који је понео за подмићивање углавном се трошио за припреме устанка. Након победе код Халијарта, савезницима се прикључише Коринт, Аргос, Еубеја, Акарнанија, Локрида, Халкидики и део Епира. Савезници су своје снаге концентрисали на Коринтској превлаци у близини Немеје.
Спартанци су на савезнике покренули војску од 23.000 људи. Савезници нису имали више од 15.000. Агесилају је наређено да се сместа повуче из Мале Азије. Сазнавши са устанак, Агесилај је невероватном брзином напредовао ка Грчкој. Ксенофонт наводи да је пут који је персијском краљу 480. п. н. е. требало годину дана да пређе, Агесилај је прешао за месец дана. Савезницима је нанео два пораза – код Немеје и Коронеје, али није постигао значајније успехе. 

### Персијска помоћ Атињанима
У рат се умешала и Персија. Конон, атински поморски командант, у савезу са Фарнабазом, сатрапом Фригије, порази пелопонеску флоту у поморској бици код Книда. Овом битком савезници су ликвидирали све тековине Спарте у Малој Азији. Конон и Фарнабаз кренули су у укидање олигархије у свим приобалним градовима и острвима Егејског мора. Покренули су флоту која је пустошила обале Пелопонеза. Фарнабаз је Конону дао велика финансијска средства за обнову Дугих бедема и утврђивање Пиреја. Празна атинска благајна поче од 392. године п. н. е. да се пуни. Тако је, истовремено са слабљењем Спарте, јачао персијски утицај у Грчкој. 

### Промена персијске политике
Немајући снаге војно да порази устанике, Спарта се упустила у дипломатску игру. Науарх Анталкида издејствовао је пријем код цара. Убедио га је да сазове мировни конгрес у Сарду (крајем 392. п. н. е.). Конгрес је завршен без резултата, али је дошло до зближавања Анталкиде и новог лидијског сатрапа, Тирибаза (од 393. п. н. е.). Анталкида је добио новац за опремање флоте, а наређено је да се Конон ухапси. Конон је успео да побегне из затвора, али је убрзо умро. Рат је настављен још читавих 5 година. Трасибул је 389. године п. н. е. привукао велики број трачких градова на своју страну. Персијанци су се потпуно окренули против Атињана који, уверени у своју снагу, ступише у савезе са кипарским и египатским владарима који су припремали устанке против Ахеменида. 

### Царски мир
У Сарду је 386. п. н. е. сазван мировни конгрес под председавањем персијског цара. Мир који је донет (Царски или Анталкидин) представља највеће понижење у историји Хеладе. Анталкидиним миром ликвидиране су све тековине Грчко-персијских ратова. Услове је диктирао персијски цар лично, а дискусија није била дозвољена. Сви азијски градови припали су Ахеменидском цару. Сви савези у Грчкој (сем Пелопонеског) ликвидирани су. Атина је задржала Лемнос, Имброс и Скирос. Сви Грци морали су се заклети персијском цару за извршење наредби. Спарта је проглашена контролором извршења мировних одредби.
Царски мир представља један од првих покушаја превазилажења политичке затворености и изолованости грчких полиса. Иако су одредбе спровођене силом, оне су довеле до повезивања два политичка система- персијског на истоку и грчког на западу. Ефес је постао главни центар за размену робе истока и запада. Иако није дуго потрајала, аутономија предвиђена царским миром представља преседан у грчкој историји. Касније ће се исти резултати постићи на Коринтском свехеленском конгресу под хегемонијом Македоније. 